# وادي المراء
وادي المِراء هو أحد أودية شبه الجزيرة العربية، ويقع حالياً ضمن حدود السعودية. يبلغ طول الوادي 140 كم ومتوسط انحداره 1 م / كم. ينبع من حزوم المروس الواقعة جنوب غرب حزم الجلاميد، ويصب في الحدود العراقية شمال مركز الحشو. من أهم روافده شعيب منقولة ثم شعيب البُحيرة. وبعد أن يدخل العراق يلتقي به رافد مهم هو شعبان الشهبان الذي كان يجري موازياً له داخل الحدود السعودية.